# Dioptrie
En optique, la dioptrie est une unité de vergence homogène à l'inverse d'une longueur. Le symbole de la dioptrie est la lettre grecque δ (delta). La notion de dioptrie a été inventée par l'ophtalmologue Ferdinand Monoyer.
La dioptrie est également utilisée comme unité de mesure de l'accommodation et de la proximité.

## Point de vue du BIPM
Le Bureau international des poids et mesures estime que l'introduction de la dioptrie dans le Système International d'unités (SI) n'est pas souhaitable et « que la prolifération des noms spéciaux représente un
danger pour le SI et doit être évitée dans toute
la mesure du possible ».
On a en effet 1 δ = 1 m−1.

## Exemples d'emploi
Une lentille d'une vergence de 20 δ aura une distance focale image de cinq centimètres (un vingtième de mètre).
L'intérêt de la dioptrie réside dans la simplification des calculs de combinaisons de lentilles minces, puisqu'elle rend immédiate l'utilisation de la formule de Descartes permettant de trouver une relation entre la distance (algébrique) objet p, la distance (algébrique) image p’ et la vergence V d'une lentille mince, donnée par : {\displaystyle {\frac {1}{p'}}-{\frac {1}{p}}-V=0}.
C'est notamment dans cette unité que les ophtalmologues caractérisent les défauts de vision de leurs patients. Les myopes utilisent des verres correcteurs divergents, caractérisés par un nombre négatif de dioptries ; les hypermétropes, des verres convergents, caractérisés par un nombre positif de dioptries.
Par exemple, un œil myope qui a besoin d'une correction par un verre correcteur de −0,5 dioptrie pour voir de loin ("à l'infini"), voit net sans correction un objet situé au maximum à 2 mètres (2 m = 1 / 0,5 δ) et flou au delà. Inversement, un œil presbyte (hypermétrope) aura besoin d'une correction positive pour voir de près.
En physique, la vergence {\displaystyle V} est définie comme l'inverse de la distance focale image, multiplié par l'indice de réfraction {\displaystyle n'} du milieu image. En notant (pour garder des conventions usuelles) {\displaystyle f'} la distance focale image, la vergence est :  {\displaystyle V={\frac {n'}{f'}}}.